# Liste des intendants de la Généralité de Perpignan
La Généralité de Perpignan est la circonscription des intendants du Roussillon ; son siège se trouve à Perpignan.
Elle est fondée à la suite de la signature du traité des Pyrénées, qui entraîne le rattachement du Roussillon au royaume de France.
Les postes d'intendants de police, justice et finances sont créés en 1635 par un édit de Louis XIII, à la demande de Richelieu pour mieux contrôler l'administration locale.

## Liste des intendants de la généralité de Perpignan
| Dates                              | Noms |
| ---------------------------------- | --- |
| 1661 - 29 novembre 1669            | Charles Macqueron ( - août 1670) il cumule avec la charge de procureur général du roi |
| 16 juin 1670 - 18 janvier 1676     | Étienne Carlier ( -janvier 1676) auparavant intendant de Hainaut, il succède au précédent dans les deux charges d'intendant de justice, police et finances et de procureur général |
| 17 février 1676 - 24 mai 1681      | Germain Michel Beaulieu de Camus ( -1704) il a d'abord été nommé à Besançon où il arrive en juin 1674 mais il est choisi par Louis XIV comme intendant de l'armée de Catalogne en 1675. Il cumule avec la charge d'intendant et de procureur général du roi jusqu'en 1680 puis reste procureur général jusqu'à sa mort en 1704 |
| 1er juin 1681 - 5 avril 1698       | Raymond de Trobat (1625/27 -1698) Ramón Trobat i Vinyes, né à Barcelone, où il a participé à la révolte catalane en 1640. Il a servi de conseiller au cardinal Mazarin pendant les négociations du traité des Pyrénées. Il a été un des six premiers conseillers du Conseil Souverain du Roussillon, le 7 juin 1660, puis promu président à mortier le 24 novembre 1680, et nommé son premier président le 18 avril 1691. Il est resté intendant jusqu'à sa mort. En 1675, Camus de Beaulieu le recommande à Louvois. Louvois va le charger de surveiller le coût des travaux de construction des différentes places fortifiées du Roussillon dont la citadelle de Montlouis conçue par Vauban et dont la construction est dirigée par l'ingénieur La Motte la Myre. |
| 1698 - 1698                        | Charles de La Fond ( -23 avril 1719) seigneur de La Beuvrière, Saint-Georges, Lezernay, Diou, Paudy, La Ferté-La-Fond et autres terres en Berry, Limesy, Brunville en Normandie, et des Laisses près de La Rochelle auparavat intendant de Franche-Comté (1688-1698), il est ensuite nommé intendant d'Alsace |
| mai 1698 - février 1710            | Félix Marie Étienne de Ponte d'Albaret (1652-14 juillet 1727) comte d'Albaret Premier président du Conseil souverain de Pignerol. Il se retire en France quand Louis XIV rend ce territoire au duc de Savoie en 1696. Il est alors pourvu d'une charge de président à mortier du parlement de Rouen. Il est nommé, en 1698, premier président du Conseil Souverain du Roussilon et le reste jusqu'à sa démission en faveur de son fils en 1722. Il succède à Charles de La Fond à l'intendance du Roussillon, Conflans, etc., après |
| 13 février 1710 - 10 décembre 1710 | Antoine de Barillon d'Amoncourt (6 décembre 1671-29 juin 1741) marquis de Branges, vicomte de Binson, seigneur de Mancy-Morangis, Châtillon-sur-Marne, Grauves, Anthenay, Orquigny et Cuis, fils de Jean-Paul de Barillon d'Amoncourt conseiller au parlement de Paris le 12 janvier 1692, maître des requêtes en 1700, il est nommé en janvier 1710 à l'intendance de Roussillon et de Cerdagne et de l'armée du roi en Catalogne. Il est démis de ces deux postes pour incompétence. Il est ensuite nommé en mars 1711 à l'intendant de Béarn et Navarre, puis maître de requêtes honoraire |
| 26 avril 1711 - 14 novembre 1716   | Charles Deschiens de La Neuville (28 septembre 1667-7 mars 1737 ) seigneur de La Longue et Vialer conseiller au Parlement de Pau en 1692, maître des requêtes en 1707, intendant du Béarn en 1710 puis intendant de Franche-Comté (1718-1734) |
| Octobre 1716 - 6 mars 1724         | Jean-Baptiste Louis Picon d'Andrezel (vers 1663-26 mars 1727) marquis d'Andrezel et de Mayanne, seigneur de La Mothe-Saint-Méry, Montgimont secrétaire du Cabinet du roi et des commandements de Monseigneur le Dauphin, commissaire-ordonnateur dans les armées d'Italie, il est nommé en 1716 intendant en Roussillon, Cerdagne et pays de Foix, et intendant de l'armée en Espagne le 19 mai 1719. Il est ensuite nommé ambassadeur à Constantinople le 6 mars 1724 |
| 17 juin 1724 - mai 1726            | François Le Gras du Luart (25 janvier 1691-1737) baron du Tertre, marquis du Luart par lettres-patentes enregistrées en 1726 reçu conseiller au Grand Conseil le 15 mars 1714, maître des requêtes le 30 juillet 1719 |
| 26 juillet 1727 - septembre 1729   | Philibert Orry (1688-1747) comte de Vignory, seigneur de La Chapelle il a commencé une carrière militaire et devint capitaine de cavalerie. Sur le conseil de son père, Jean Orry, il abandonne l'armée. Il se fit nommer conseiller au parlement de Metz, puis maître des requêtes t conseiller au Conseil de commerce en 1715. intendant à Soissons, puis intendant à Lille en 1730 avant d'être appelé par le cardinal de Fleury comme contrôleur général des finances entre 1730 et 1745, trésorier de l'ordre du Saint-Esprit, directeur général des bâtiments ; conseiller d'État. Il rétablit l'exposition de peinture et de sculpture de l'Académie qui avait été supprimée en 1714. (1722-1726)                                                             |
| 10 juin 1730 - 1739                | Prosper André Bauyn de Jallais (1668-3 février 1758) seigneur de Bersan, de Jallais et autres lieux puis intendant-général des Invalides |
| 1740 - 13 décembre 1750            | Antoine Marie de Ponte d'Albaret ( -1750) comte d'Albaret et de Lotoul, seigneur d'Armissan, Combelongne et Le Quatourze, fils de Félix Marie Étienne de Ponte d'Albaret, reçu avocat général di Conseil souverain du Roussillon en 1710, premier président du Conseil souverain du Roussillon et intendant du Roussillon, père de Joseph Marie Luc de Ponte d'Albaret (1736-1800), évêque de Sarlat (1778-1790) premier président du Conseil souverain de Roussillon en survivance de son père, après sa démission en 1722, charge qu'il a exercé jusqu'à sa mort. |
| 1751 - 1753                        | Henri Léonard Jean Baptiste Bertin (24 mars 1720-16 septembre 1792) auparavant maître des requêtes en 1741, puis intendant à Lyon (1754-1757), lieutenant général de police de Paris en 1757, contrôleur général des finances en 1759 et ministre d'État en 1762. Il est élu la même année à l'Académie royale des Sciences |
| 9 novembre 1753 - 28 juin 1773     | Louis Guillaume Bon (22 octobre 1715-8 juillet 1773) marquis de Saint-Hilaire, baron de Fourques, seigneur de Celleneuve et Saint-Quentin. Il s'est marié en 1735 à la fille de Louis Basile de Bernage reçu conseiller à la Chambre des comptes, aides et finances de Montpellier le 30 septembre 1731, puis premier président en survivance de son père le 6 septembre 1735 puis premier président du Conseil souverain de Roussillon |
| 21 octobre 1773 - 23 mars 1774     | Pierre Philippe Peyronnel du Tressan maître des requêtes |
| juillet 1774 - 1775                | Jean Étienne Bernard Clugny de Nuits (20 novembre 1729-18 octobre 1776) conseiller au parlement de Dijon en 1749, maître des requêtes, intendant des colonies à Saint-Domingue (1760-1764), puis intendant de la marine à Brest (1765-1770), il retrouve une place d'intendant après le retour en grâce de Maurepas, puis intendant de Guyenne (1775-1776), contrôleur général des finances après la disgrâce de Turgot jusqu'à sa mort |
| 1775 - 1778                        | Jean-Baptiste François Moulins de La Porte de Meslay (1743-1818) maître des requêtes en 1767, puis intendant de Lorraine (juin 1778 - 1790) |
| 1778 - 1790                        | Louis Hyacinthe Raymond de Saint-Sauveur (1728-1792) seigneur de la Grange-du-Milieu maître des requêtes |